# Kwiatkowszczyzna
„Kwiatkowszczyzna” – pogardliwe określenie programu sformułowanego i realizowanego w latach 1945-47 przez Eugeniusza Kwiatkowskiego jako Delegata Rządu dla Spraw Wybrzeża, używane przez komunistycznych działaczy PPR i PZPR szczególnie w latach 50. „Kwiatkowszczyzną” były wszystkie wartości, jakie wnosili do powojennej Gdyni i gospodarki morskiej jej przedwojenni budowniczowie, w tym: 
- próby uczynienia z Gdyni ośrodka kultury i zachowania jej pozycji gospodarczej osiągniętej w II RP,
- sprzeciwianie się minimalizowaniu roli Gdyni i połączeniu jej z Gdańskiem,
- sprzyjanie sektorowi prywatnemu i komunalnemu oraz samorządności gospodarczej i regionalnej, w tym wspieranie powstania Związku Gospodarczego Miast Morskich,
- czerpanie z dorobku II RP, w tym przywiązywanie wielkiej wagi do spraw morskich.

E. Kwiatkowskiemu i jego współpracownikom zarzucano m.in.:   
- współpracę z „sanacyjno-endecką inteligencją” oraz z „Zachodem”,
- religianctwo i klerykalizm,
- odrzucanie marksistowskiej metodologii w publikacjach historycznych,
- niedocenianie roli Wszechzwiązkowej Komunistycznej Partii (bolszewików) i ZSRR.

Powyższe przesłanki dały powód usunięcia E. Kwiatkowskiego z życia publicznego w 1948 roku, a następnie, jako „kwiatkowszczyzna”, były przedmiotem krytyki w ramach akcji propagandowych na rzecz wprowadzania gospodarki planowej i nowego ustroju politycznego. 